# پلاتزشن

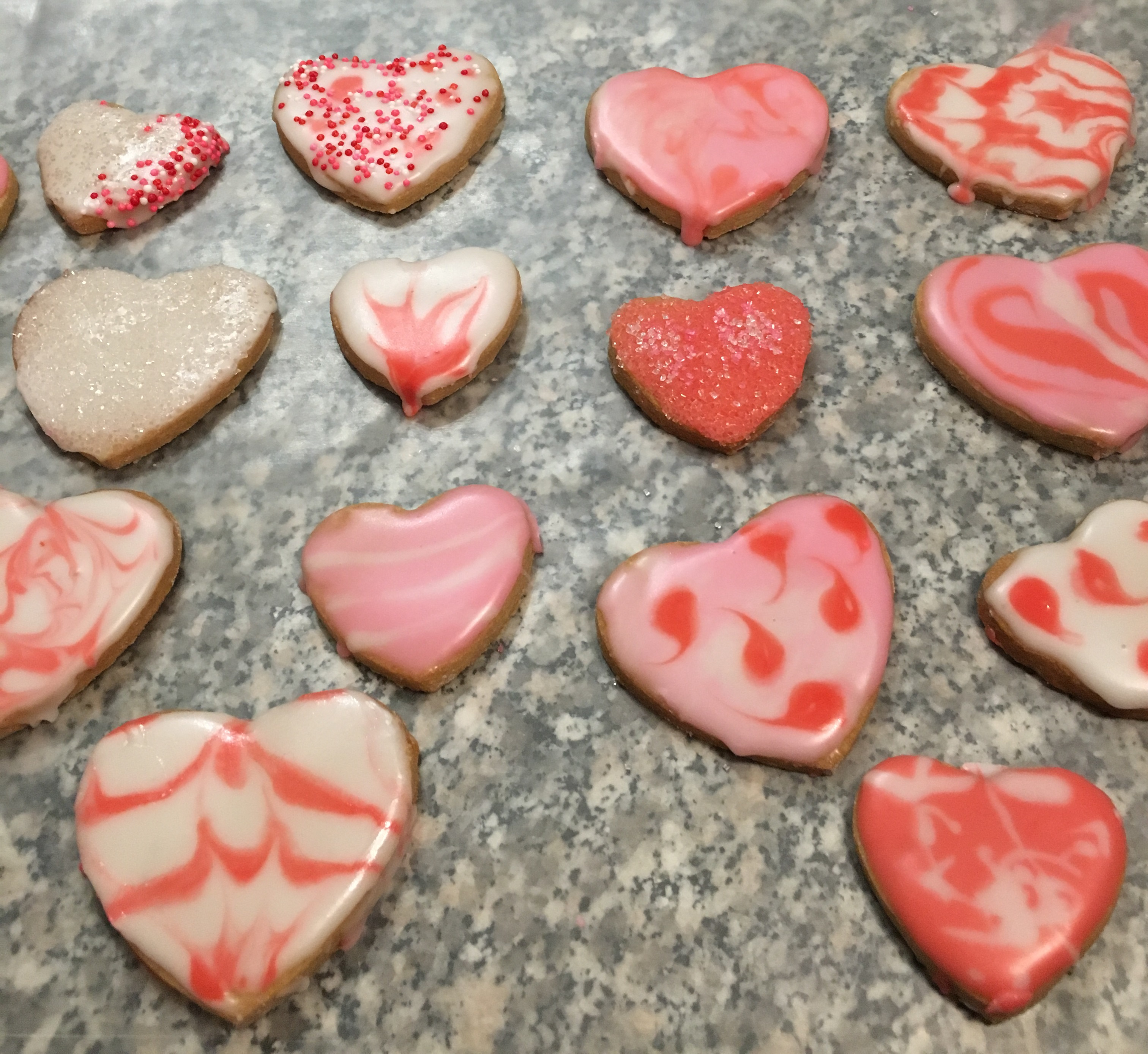
پلاتزشن‌های روز ولنتاین

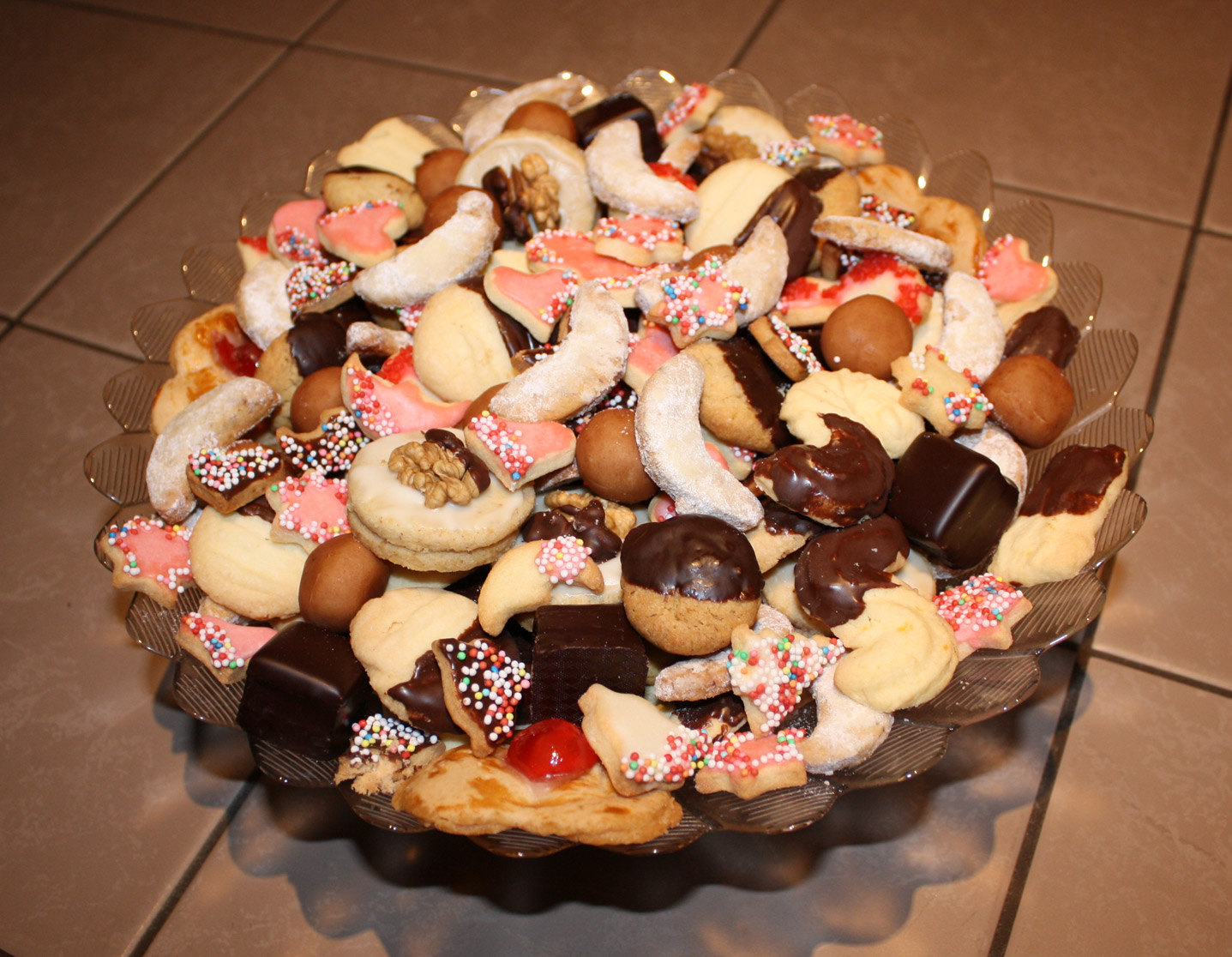
پلاتزشن‌های کریسمس

پلاتزشن (آلمان غربی آلمانی بالا)، کیکز (در آلمانی اتریشی) یا بیسکویت (آلمان عالی سوئیس) به شکل کلی به عنوان محصولات پخته کوچک متعلق به شیرینی‌ها نامیده می‌شوند. آنها شیرینی محبوب کریسمس هستند. در آلمان نیز شیرینی و مانند آن را پلاتزشن می‌نامند.
شکل‌های معمول عبارتند از: تالرهای گرد، برش‌های مستطیلی، حلقه‌ها، الماس‌ها، ماکارون‌ها، کپه‌ها، کروسانت‌ها یا شکل‌هایی که با کمک کاتر بیسکویت درست می‌شوند.

## نام
کلمه "پلاتزشن" پس از شکل مسطح مکان یا پلاتز که از پلاتز فرانسوی قدیم ارائه شده‌است، به معنی، "کیک مسطح" است. کلمه "Keks" از کلمه انگلیسی "cakes" گرفته شده‌است.
در آلمانی سوئیسی، این شیرینی به نام های Güetzi , Guetzli , Chrömli و موارد مشابه، در جنوب آلمان نیز Platzerl , Bredla , Loible/Loibla یا Guatl/ Gutsle /Guatsle، در سوئیس گاهی وقت‌ها Brötle نیز نامیده می‌شود.
اصطلاح کوکی‌ها در ایالات متحده آمریکا رایج است. در بریتانیای به آنها بیسکویت (وام واژه انگلیسی از فرانسوی) می‌گویند، حتی اگر از نظر ترکیب و مواد تشکیل دهنده، با بیسکویت آلمانی مطابقت نداشته باشند.

## تولید

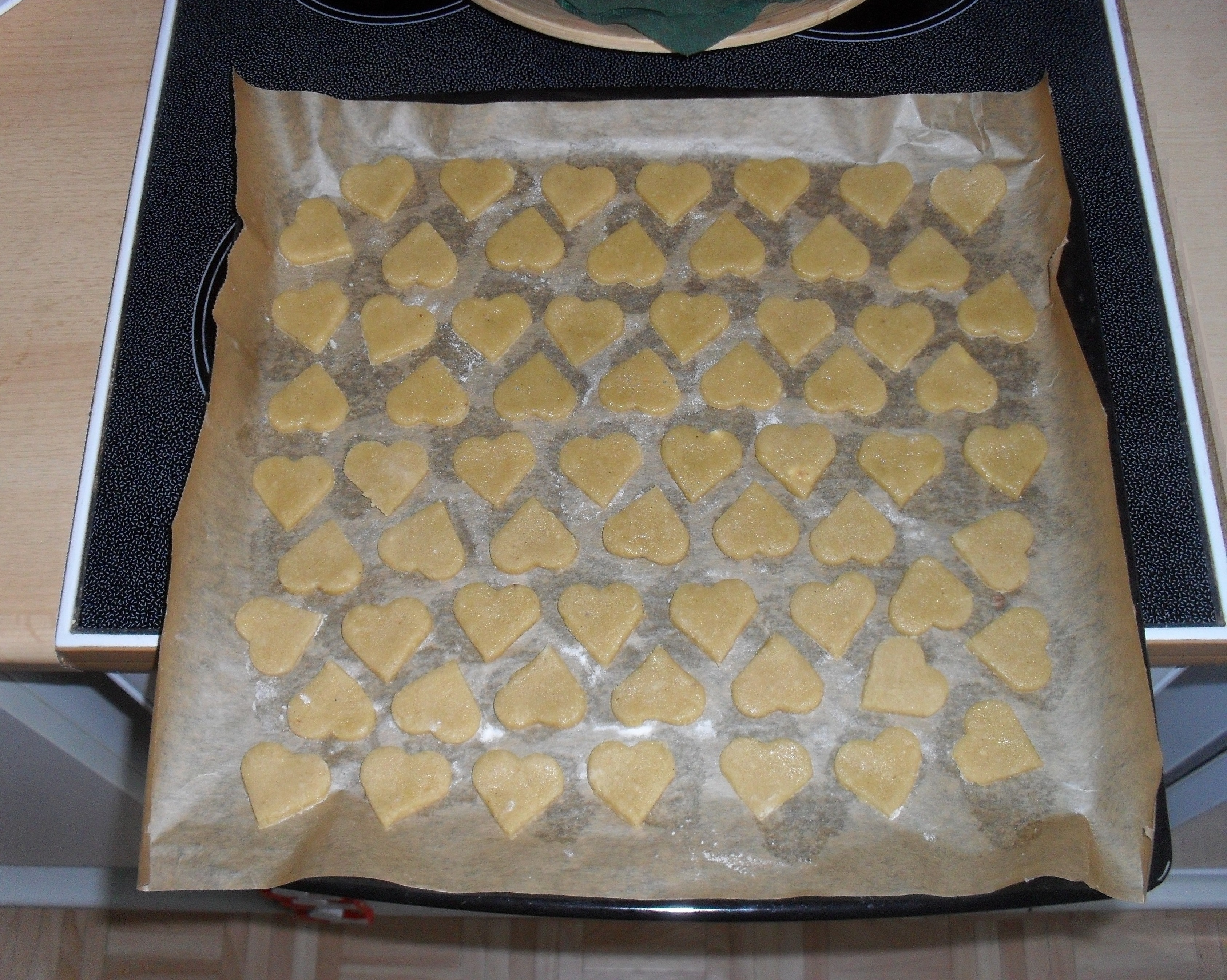
پلاتزشن خام قبل از پخت

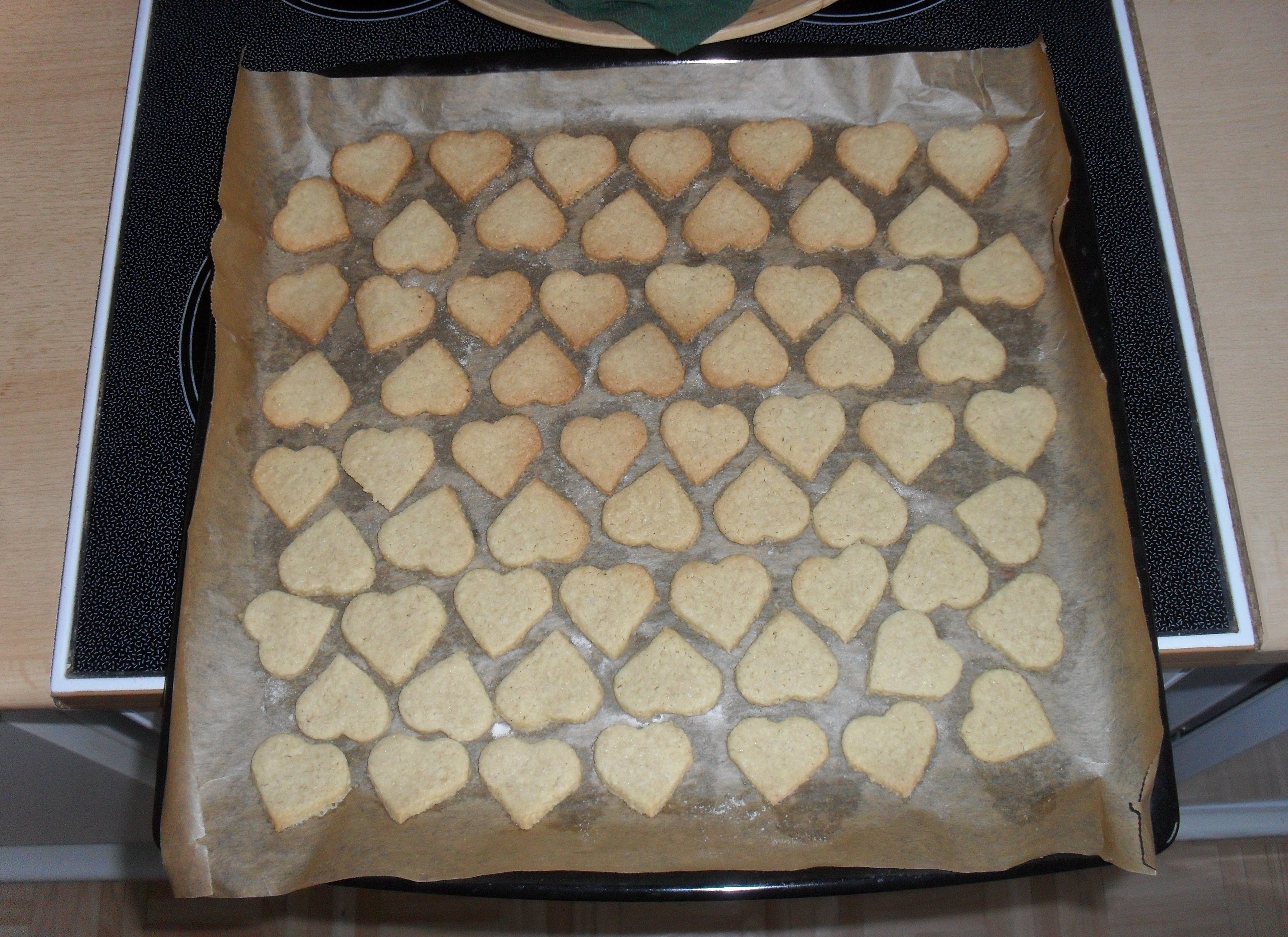
پلاتزشن‌های آماده پخته شده

در کریسمس، پلاتزشن‌ها به‌طور سنتی پخته می‌شوند، به خصوص در خانواده‌ها. کلوچه‌های خام را روی سینی فر که می‌توان از قبل با کاغذ پخت پوشانده پخش می‌شود. زمان پخت کوتاه است. وقتی سطح آن خیلی کم قهوه ای شد، می‌توان گفت که پلاتزشن‌ها آماده شده‌اند. تولید انواع پلاتزشن‌ها در مواد مورد استفاده و مهمتر از همه در شکل‌دادن به خمیر متفاوت است:
- خمیر اصلی برای پلاتزشن‌ها خمیر شور است.
- با برش‌های مختلف ساخته شده از خمیر شور رول شده، اشکال ساده مانند الماس نیز با چرخ برش ساخته می‌شود.
- Springerle و اسپکولاس مدل شده‌اند، مدل را ببینید.
- اشکال از رول خمیر دست‌ساز: هلال وانیلی، Bethmännchen، به معنای گسترده‌تر، همچنین چوب شور، حلقه یا اشکال فانتزی.
- برش‌هایی از یک رول ضخیم و سرد خمیر.
- تزریق شده از خمیر (نان کوتاه) یا فشرده.

پلاتزشن اغلب بر اساس ماده اصلی طعم‌دهنده، مانند کوکی‌های بادیان، ستاره دارچینی یا ماکارون نارگیل نامگذاری می‌شوند.

### عکس‌های برش کوکی

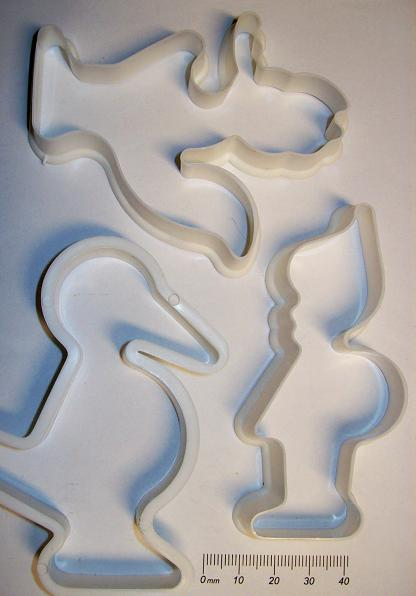
شیرینی برش پلی پروپیلن
کوکی کاترز، حدود ۱۹۱۰-۱۹۴۰
قالب شیرینی زنجبیلی؛ سوار کوچک، حدود سال ۱۹۰۰، موجودی موزه Europäischer Kulturen .
قالب شیرینی زنجبیلی؛ پرندگان کوچک، حدود ۱۹۰۰
دستگاه نورد برای برش خمیر، دهه ۱۹۳۰، محل استفاده: برلین. طرح کلی یک خرگوش، یک مرد، بابا نوئل، یک پرنده، یک پروانه.
چرخ شیرینی ، قرن ۱۸، محل استفاده: منطقه سالزبورگ، موجودی موزه Europäischer Kulturen .
کاتر کوکی، قالب بیسکویت، ۲۰۱۳، مبدا: وین، اتریش، سازنده: Klimesch.

## تاریخچه
پخت شیرینی به موازات مصرف قهوه، چای و کاکائو در آلمان از قرن ۱۸ توسعه یافت. این خوراکی‌ها بین خانم‌های طبقه بالای جامعه، محبوب بود. شیرینی‌های کوچک نیز در مهمانی قهوه سرو می‌شد. علاوه بر کیک اسفنجی، کیک‌های شکل دار (اسپرینگ رول) نیز رواج داشت. تمام محصولات شیرینی پزی، از جمله کوکی‌ها، تا قرن نوزدهم ساخته شدند. در قرن نوزدهم خوردن این شیرینی‌ها یک کار لوکس بود زیرا شکر و مواد دیگر مانند بادام یا کاکائو بسیار گران بود. زمانی که امکان تهیه قند ارزان از چغندر قند محلی وجود داشت، این وضعیت تغییر کرد. پس از آن، کوکی‌ها را می‌توان در خانه‌های ساده برای مناسبت‌های خاص نیز پخت.

## ادبیات
- Josef Loderbauer: Das Bäckerbuch in Lernfeldern. Verlag Handwerk und Technik, Hamburg 2008, ISBN 978-3-582-40205-9.

## لینک‌های وب
- اشپیگل آنلاین: پخت کوکی برای کمال گرایان، بازیابی شده در ۷. نوامبر ۲۰۱۱